# Neaufles-Auvergny
Neaufles-Auvergny est une commune française située dans le département de l'Eure, en région Normandie.

## Géographie

### Localisation
|                                       | La Neuve-Lyre     | La Vieille-Lyre      |
| Bois-Normand-près-Lyre Les Bottereaux | Neaufles-Auvergny | Les Baux-de-Breteuil |
|                                       | Ambenay           |                      |

### Hydrographie
La commune est située dans le bassin Seine-Normandie. Elle est drainée par la Risle, le Sommaire, le fossé 01 de la commune de Saint-Antonin-de-Somaire, un bras de la Risle, la Risle et divers autres petits cours d'eau,.
La Risle, d'une longueur de 145 km, prend sa source dans la commune de Planches et se jette  dans la Seine à Berville-sur-Mer, après avoir traversé 52 communes.
Le Sommaire, d'une longueur de 19 km, prend sa source dans la commune de Saint-Symphorien-des-Bruyères et se jette  dans la Risle sur la commune, après avoir traversé sept communes.

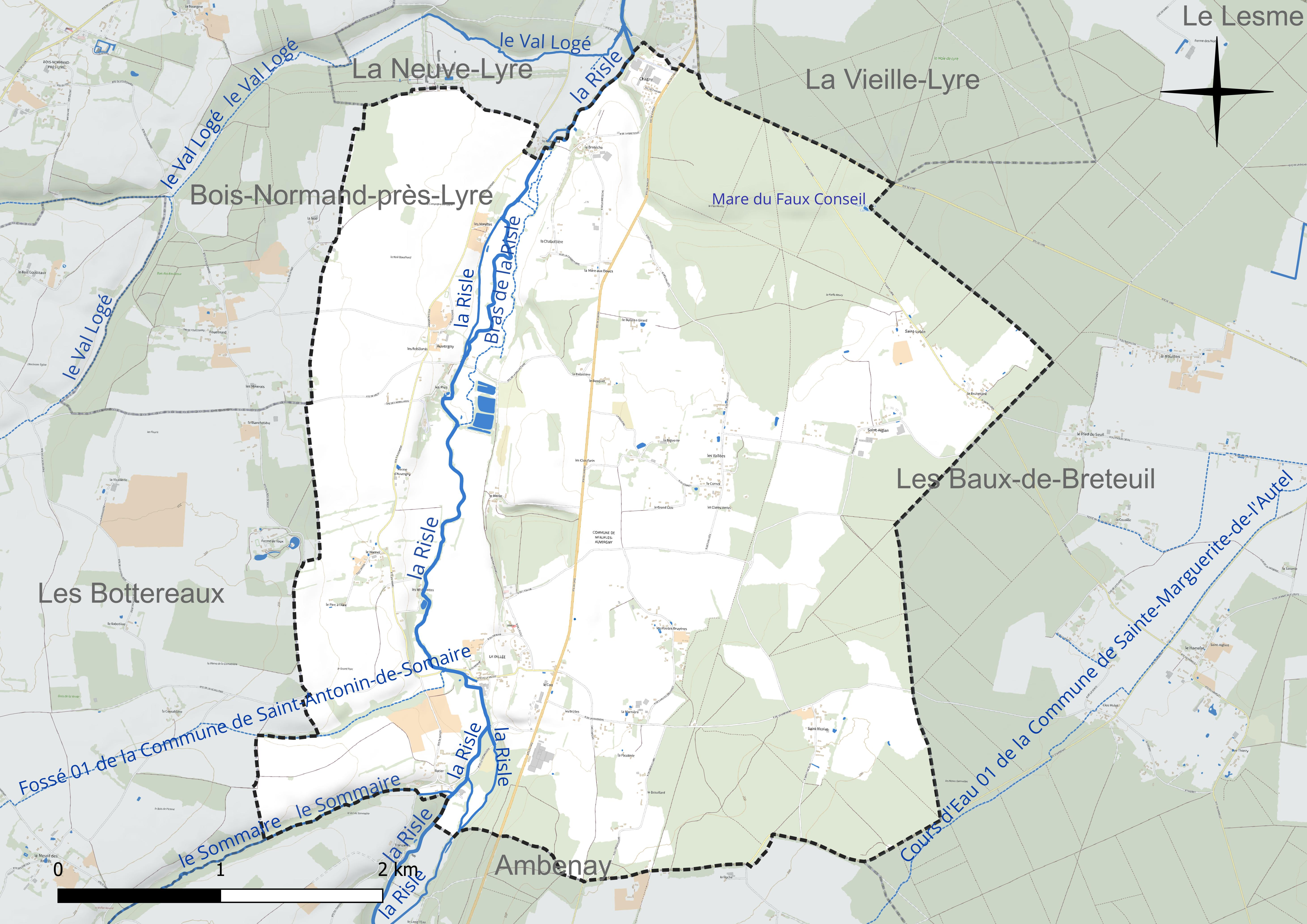
Réseau hydrographique de Neaufles-Auvergny.

Un plan d'eau complète le réseau hydrographique : la mare du Faux Conseil (0 ha),.

### Climat
Pour des articles plus généraux, voir Climat de la Normandie et Climat de l'Eure.
En 2010, le climat de la commune est de type climat océanique dégradé des plaines du Centre et du Nord, selon une étude du CNRS s'appuyant sur une série de données couvrant la période 1971-2000. En 2020, Météo-France publie une typologie des climats de la France métropolitaine dans laquelle la commune est exposée à un climat océanique et est dans une zone de transition entre les régions climatiques « Côtes de la Manche orientale » et « Normandie (Cotentin, Orne) ». Parallèlement le GIEC normand, un groupe régional d’experts sur le climat, différencie quant à lui, dans une étude de 2020, trois grands types de climats pour la région Normandie, nuancés à une échelle plus fine par les facteurs géographiques locaux. La commune est, selon ce zonage, exposée à un « climat des plateaux abrités », correspondant aux plaines agricoles de l’Eure, avec une pluviométrie beaucoup plus faible que dans la plaine de Caen en raison du double effet d’abri provoqué par les collines du Bocage normand et par celles qui s’étendent sur un axe du Pays d'Auge au Perche.
Pour la période 1971-2000, la température annuelle moyenne est de 10,2 °C, avec  une amplitude thermique annuelle de 14 °C. Le cumul annuel moyen de précipitations est de 736 mm, avec 12 jours de précipitations en janvier et 8,2 jours en juillet. Pour la période 1991-2020, la température moyenne annuelle observée sur la station météorologique la plus proche, située sur la commune des Bottereaux à 5 km à vol d'oiseau, est de 10,8 °C et le cumul annuel moyen de précipitations est de 736,5 mm,. Pour l'avenir, les paramètres climatiques de la commune estimés pour 2050 selon différents scénarios d’émission de gaz à effet de serre sont consultables sur un site dédié publié par Météo-France en novembre 2022.

## Urbanisme

### Typologie
Au 1er janvier 2024, Neaufles-Auvergny est catégorisée commune rurale à habitat très dispersé, selon la nouvelle grille communale de densité à 7 niveaux définie par l'Insee en 2022.
Elle est située hors unité urbaine et hors attraction des villes,.

### Occupation des sols
L'occupation des sols de la commune, telle qu'elle ressort de la base de données européenne d’occupation biophysique des sols Corine Land Cover (CLC), est marquée par l'importance des territoires agricoles (64,6 % en 2018), en diminution par rapport à 1990 (66,1 %). La répartition détaillée en 2018 est la suivante : 
terres arables (36,7 %), forêts (32,7 %), prairies (19,2 %), zones agricoles hétérogènes (8,6 %), zones urbanisées (1,9 %), milieux à végétation arbustive et/ou herbacée (0,8 %). L'évolution de l’occupation des sols de la commune et de ses infrastructures peut être observée sur les différentes représentations cartographiques du territoire : la carte de Cassini (XVIIIe siècle), la carte d'état-major (1820-1866) et les cartes ou photos aériennes de l'IGN pour la période actuelle (1950 à aujourd'hui).

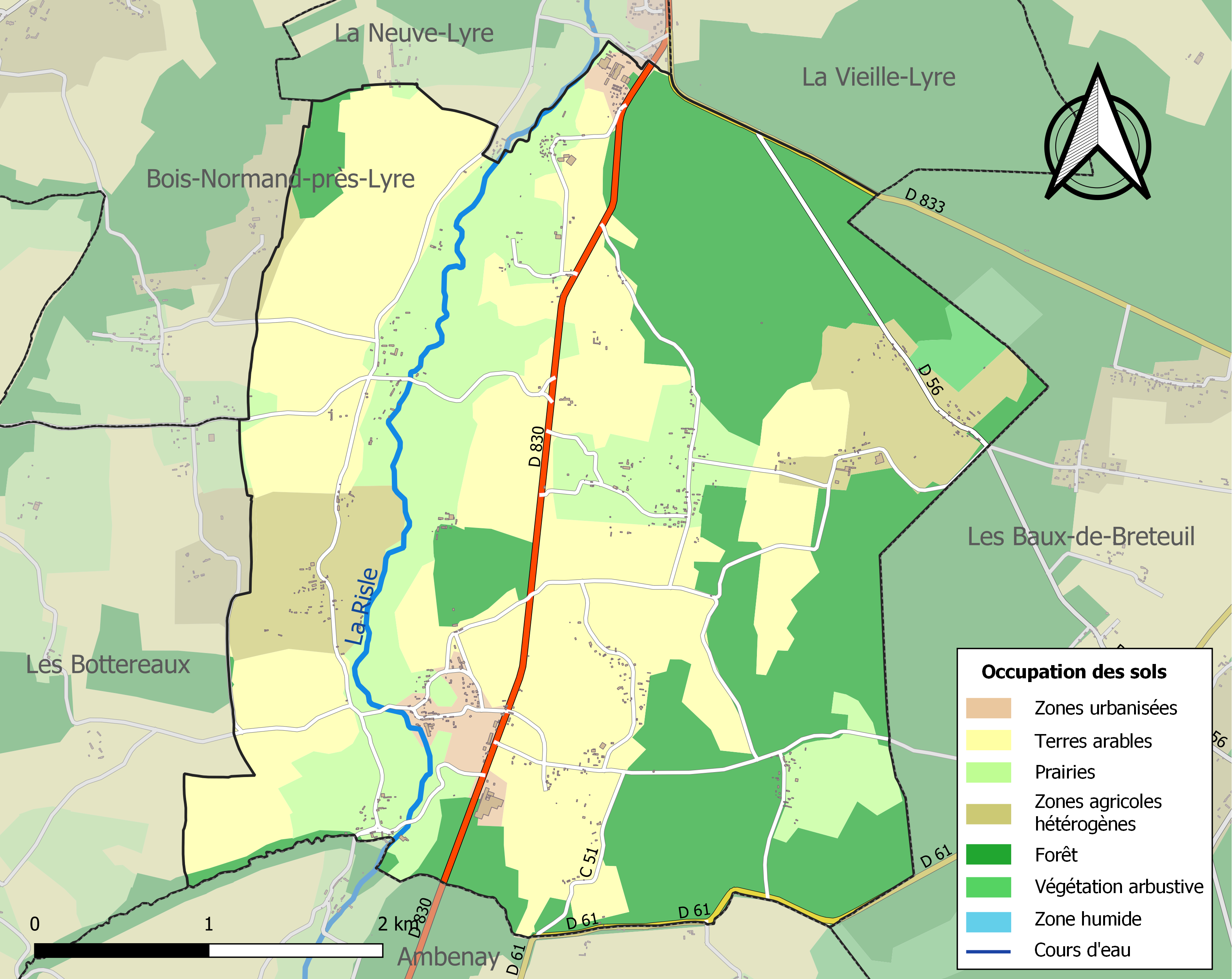
Carte des infrastructures et de l'occupation des sols de la commune en 2018 (CLC).

## Toponymie
Neaufles est attestée sous la forme Nidalfa au IXe siècle, Neaufe et Nealfle en 1214 (cartulaire de Lyre), Neafle vers 1194 (charte de Garin, évêque d’Évreux, Nealfe en 1203 (cartulaire de Lyre), Nealfle en 1336 (charte de Jean, duc de Normandie), Neausle en 1754 (Dict. des postes).

Neaufles est issu du composé germanique *Nivi-alah qui signifie « nouveau petit temple »,.

La graphie  avec f permet de distinguer les Neaufles de l’Eure des Neauphle de l’Île-de-France du département voisin des Yvelines.
Auvergny est attestée sous les formes Alverniacum vers 1157 (charte de Henri II), Averniaco entre 1155 et 1158, Auvernay en 1205 (reg. Philippe Auguste), Alvernayum en 1210 (cartulaire du chap. d’Évreux), Auvernayum en 1214, Auvergny en 1234, Auvergney en 1270 (trésor des chartes), Avergnaium et Auvernagium au XVe siècle (enquête de la forêt de Breteuil), Averny en 1726 (dict. univ. de la France), Auverny en 1782 (dict. des postes).

## Histoire
En 1563, François d'Orléans-Rothelin reçoit de son demi-frère Léonor d'Orléans, duc de Longueville, les baronnies de Varenguebec et de Neaufles. À sa mort en 1600, il est inhumé à Neaufles. Son fils Henri Ier d'Orléans-Rothelin lui succède comme baron de Neaufles,.
Auvergny, avec de nombreuses terres alentour, faisait partie des terres tenues en fief par une branche de la maison d'Espinay-Saint-Luc, et a vu la naissance de plusieurs d'entre eux (le plus ancien trouvé dans les registres étant Philippe d'Espinay, baptisé à Auvergny le 14 janvier 1618, qui sera seigneur d'Auvergny à la suite de son père Pierre).
En 1965, Auvergny est fusionnée à Neaufles ; les deux communes deviennent Neaufles-sur-Risle avant que cette dernière soit rebaptisée Neaufles-Auvergny en 1967.

## Politique et administration
| Période                                  | Période  | Identité      | Étiquette | Qualité |
| ---------------------------------------- | -------- | ------------- | --------- | ------- |
| mars 2014                                | En cours | Geneviève Sas |           |         |
| Les données manquantes sont à compléter. |          |               |           |         |

## Démographie
L'évolution du nombre d'habitants est connue à travers les recensements de la population effectués dans la commune depuis 1793. Pour les communes de moins de 10 000 habitants, une enquête de recensement portant sur toute la population est réalisée tous les cinq ans, les populations de référence des années intermédiaires étant quant à elles estimées par interpolation ou extrapolation. Pour la commune, le premier recensement exhaustif entrant dans le cadre du nouveau dispositif a été réalisé en 2008.

En 2022, la commune comptait 413 habitants, en évolution de −2,36 % par rapport à 2016 (Eure : −0,25 %, France hors Mayotte : +2,11 %).
| 1793 | 1800 | 1806 | 1821 | 1831 | 1836 | 1841 | 1846 | 1851 |
| ---- | ---- | ---- | ---- | ---- | ---- | ---- | ---- | ---- |
| 594  | 577  | 577  | 536  | 558  | 560  | 555  | 601  | 573  |

| 1856 | 1861 | 1866 | 1872 | 1876 | 1881 | 1886 | 1891 | 1896 |
| ---- | ---- | ---- | ---- | ---- | ---- | ---- | ---- | ---- |
| 560  | 435  | 745  | 514  | 476  | 492  | 557  | 549  | 488  |

| 1901 | 1906 | 1911 | 1921 | 1926 | 1931 | 1936 | 1946 | 1954 |
| ---- | ---- | ---- | ---- | ---- | ---- | ---- | ---- | ---- |
| 479  | 486  | 474  | 505  | 507  | 500  | 408  | 472  | 450  |

| 1962 | 1968 | 1975 | 1982 | 1990 | 1999 | 2006 | 2008 | 2013 |
| ---- | ---- | ---- | ---- | ---- | ---- | ---- | ---- | ---- |
| 436  | 434  | 449  | 405  | 476  | 395  | 425  | 434  | 420  |

| 2018 | 2022 | - | - | - | - | - | - | - |
| ---- | ---- | - | - | - | - | - | - | - |
| 422  | 413  | - | - | - | - | - | - | - |

## Culture locale et patrimoine

### Lieux et monuments
- Église Saint-Hilaire

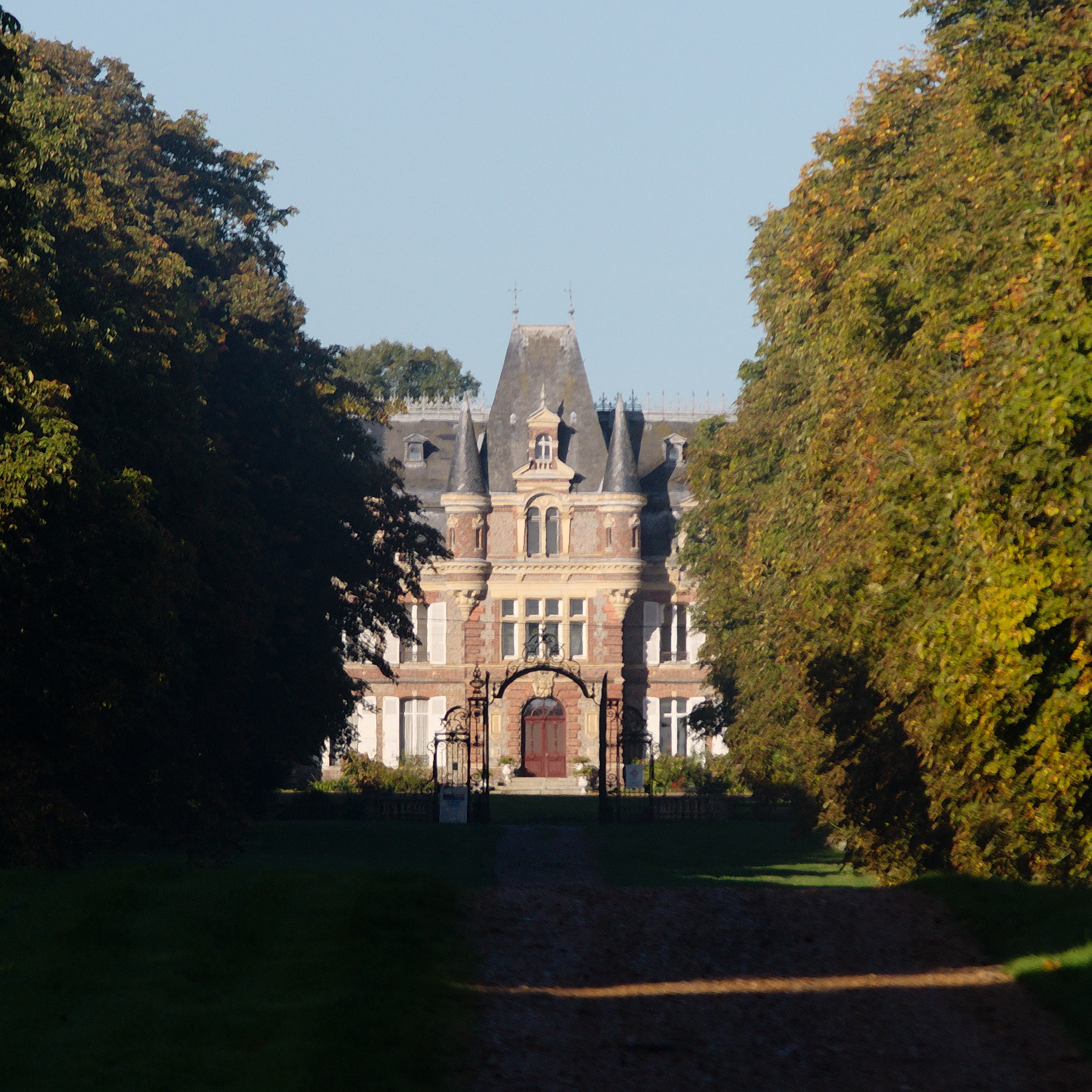
Château de la Chapelle.

La commune de Neaufles-Auvergny compte deux édifices inscrits et classés au titre des monuments historiques :
- le château de la Chapelle et son domaine (XIXe),  Inscrit MH (2002)[35]. L'édifice est également situé sur le territoire de la commune de La Neuve-Lyre ;
- la Pierre de Gargantua (Néolithique),  Classé MH (1934)[36].